# Buraka Som Sistema
Buraka Som Sistema és un grup de música electrònica provinent de Portugal. La formació està especialitzada amb el so kuduro i estan acreditats com a creadors del kuduro progressiu.

## Discografia
- From Buraka to the World EP (2006)
- Sound of Kuduro (EP) (2008)
- Black Diamond (2008)[1]
- Komba (2011)[2]